# جون سميث (ضابط شرطة)
جون سميث (بالإنجليزية: John Smith) هو ضابط شرطة بريطاني، ولد في 21 سبتمبر 1938.